# Evángelos Meïmarákis
Evángelos Vasílios Meïmarákis, dit Vangélis Meïmarákis (en grec moderne : Ευάγγελος Μεϊμαράκης), né le 14 décembre 1953 à Athènes, est un homme politique grec, membre de la Nouvelle Démocratie. Il est président du Parlement grec entre 2012 et 2015.

## Biographie
Fils de Yiánnis Meïmarákis, député ERE d'Héraklion, et neveu de Vasílios Meïmarákis (el), député d'Héraklion pour le Parti du peuple, Evángelos Meïmarákis a étudié le droit à l'université d'Athènes, puis les sciences politiques et l'administration publique à l'université Panteion.
Actif dans le mouvement syndical étudiant, il est membre fondateur de l'ONNED (en), l'organisation des jeunes de Nouvelle Démocratie, en 1974. Douze ans plus tard, en 1986, lors du deuxième congrès de la Nouvelle démocratie à Thessalonique, il est élu membre du comité central du parti. Trois ans plus tard, il est élu député ND de la deuxième circonscription d'Athènes lors des élections de mai 1989, puis est continuellement réélu et siège encore au Parlement hellénique après les élections législatives de septembre 2015.
Entre 1991 et 1992, Evángelos Meïmarákis est l'un des porte-parole de son parti, puis entre au gouvernement de Konstantínos Mitsotákis comme vice-ministre de la Culture. Progressivement, il poursuit son ascension lorsqu'il est élu secrétaire général de la Nouvelle Démocratie lors du cinquième congrès, en 2001. Il est reconduit à ce poste en 2004, à l'issue d'un nouveau congrès, et le conserve jusqu'à sa nomination, le 15 février 2006 au ministère de la Défense par le Premier ministre, Kóstas Karamanlís. Il conserve son portefeuille ministériel dans le second gouvernement de Kostas Karamanlís, issu des élections législatives du 16 septembre 2007. Cette même année, il est impliqué dans le scandale des obligations structurées (el).
Le 1er septembre 2010, il devient président de l'Institut Konstantínos Karamanlís pour la Démocratie (en).
Le 29 juin 2012, il est élu président du Parlement grec, fonction qu'il exerce jusqu'aux élections législatives de janvier 2015, qui voient la victoire du parti SYRIZA. Il est réélu député dans la deuxième circonscription d'Athènes.
Le 21 août 2015, au lendemain de la démission d'Aléxis Tsípras, il est chargé par le président de la République de former un gouvernement. À l'issue des trois jours de délai constitutionnel, il renonce finalement le 24 août, après avoir échoué à former une coalition. Lors des élections anticipées qui suivent, à nouveau remportées par SYRIZA et Alexis Tsipras, il conserve sa place de leader de l'opposition. Il organise également l'élection du nouveau président du parti, où il se présente, laissant la direction par intérim à Ioannis Plakiotakis le 24 novembre 2015.
Le 20 décembre 2015, il arrive en tête du premier tour de l'élection du nouveau président de ND avec (39,80 %), devant Kyriakos Mitsotakis (28,50 %), Apóstolos Tzitzikóstas (20,30 %) et Adonis Georgiadis (11,40 %). Un second tour, prévu le 10 janvier 2016, l'oppose à Kyriakos Mitsotakis qu'il perd néanmoins avec 47,57 %.

## Vie privée
Il est marié à Ioánna Kolokotá et est père de deux filles.